# Benquerencia
Benquerencia è un comune spagnolo di 103 abitanti situato nella comunità autonoma dell'Estremadura.